# Dornier Do H
Il Dornier Do H Falke fu un aereo da caccia monoposto, monomotore e monoplano ad ala alta, sviluppato dalla divisione aeronautica dell'azienda tedesca Dornier-Metallbauten GmbH nei primi anni venti e rimasto allo stadio di prototipo.
Progettato dal titolare Claudius Dornier, pur essendo un modello per l'epoca tecnologicamente avanzato non riuscì a trovare commesse per l'avvio alla produzione in serie venendo valutato unicamente dalla United States Navy, con la designazione Wright WP-1, ma senza successo.

## Storia del progetto
Nei primi anni venti, le limitazioni all'aviazione militare e civile imposte alla Repubblica di Weimar al termine della prima guerra mondiale dal Trattato di Versailles, non permettendo che uno sbocco minoritario nel mercato nazionale avevano compromesso la solidità economica delle aziende aeronautiche attive nell'oramai scomparso Impero tedesco.
Le limitazioni riguardavano soprattutto la produzione a fini militari che tuttavia, dato il panorama internazionale ancora gravato da conflitti interni, premisero al Reichswehrministerium, il ministero della difesa tedesco del periodo, di poter sviluppare segretamente i primi velivoli da combattimento emettendo specifiche per la realizzazione dei modelli, costruiti illegalmente in territorio tedesco, al fine di ricostituire la propria forza aerea.
In quest'ambito Claudius Dornier, progettista di alcuni modelli utilizzati dalla Luftstreitkräfte durante la Grande Guerra, decise comunque di proseguire l'attività in campo aeronautico, sia in previsione di una riapertura del mercato interno che per partecipare con i propri modelli a specifiche emesse da compagnie e forze aeree straniere.
A tale scopo nei primi anni venti avviò lo sviluppo di un nuovo caccia basandosi sull'esperienza acquisita nella realizzazione del biplano Zeppelin-Lindau D.I. Il modello era caratterizzato da un'impostazione tecnica moderna, un velivolo realizzato interamente in metallo dotato di velatura monoplana con l'unico piano alare posizionato alto a parasole e collegato alla fusoliera unicamente da quattro montantini centrali. Per il resto riproponeva l'aspetto generale dei pari ruolo del periodo, cellula monoposto con abitacolo aperto posto appena dietro l'apertura ricavata sul bordo d'uscita alare, impennaggio classico monoderiva, gruppo motoelica traente posizionato sul naso, con motore Hispano-Suiza motore V8 raffreddato a liquido abbinato ad un'elica lignea bipala, e carrello d'atterraggio biciclo fisso più pattino posteriore.
Per riuscire ad aggirare le restrizioni, gli esemplari, cinque in tutto ed identificati dall'azienda come Do H, vennero realizzati due unità dalla sussidiaria svizzera AG für Dornier-Flugzeuge (Doflug) di Altenrhein am Bodensee e gli altri tre in Italia dalla Società Anonima Italiana di Costruzioni Meccaniche di Marina di Pisa. Il primo Do H venne portato in volo il 1º novembre 1922, non ottenendo tuttavia riscontri nelle ordinazioni, così nel tentativo di allargare la gamma di offerta nel 1923 ne venne realizzata una variante idrovolante a scarponi, indicata Dornier Seefalke e motorizzata con un BMW IVa V-12 da 350 PS (261 kW).
I due esemplari di costruzione italiana furono oggetto di interesse da parte dei vertici militari. Il governo italiano sottoscrisse in data 25 agosto 1923 un contratto di fornitura per due esemplari, ai quali vennero assegnate le MM.24 e MM.25, più una cellula da avviare a prove statiche per una cifra complessiva di £ 410.000, successivamente approvato con decreto dell'8 dicembre, con termine di consegna per il 10 dicembre. La relazione tecnica redatta nel gennaio 1924 dichiarò che la cellula sottoposta a prove di rottura diede esito negativo, con conseguente valutazione negativa per l'acquisizione per la Regia Aeronautica, valutazione rimasta tale anche dopo il secondo esemplare giunto per ulteriori prove di valutazione.
Un Seefalke venne inviato via mare negli Stati Uniti d'America alla Wright Aeronautical Company che lo equipaggiò con un motore Wright-Hisso H-3, l'Hispano-Suiza 8 che produceva su licenza. In questa configurazione venne valutato dall'United States Navy, la marina militare statunitense, con la designazione Wright WP-1. Le prove che ne seguirono, pur risultate positive, non riuscirono a convincere i vertici della marina ad equipaggiare le proprie unità aeree con un modello monoplano, considerato troppo avanzato per le loro esigenze.

## Utilizzatori
Stati Uniti
- United States Navy